# 凯旋摩托车
凯旋摩托车有限公司（英語：Triumph Motorcycles Ltd）是英國最大的摩托车制造公司。由約翰·布洛爾在原公司凱旋工程有限公司進入破產管理程序後於1983年成立。新公司最初名為Bonneville Coventry Ltd，延續凱旋自1902年以來的摩托車生產血統。他們在泰國擁有主要製造工廠，生产了许多流行的摩托车型号，例如：Tiger、Bonneville、Daytona、Speed Tripple和Street Tripple等等。

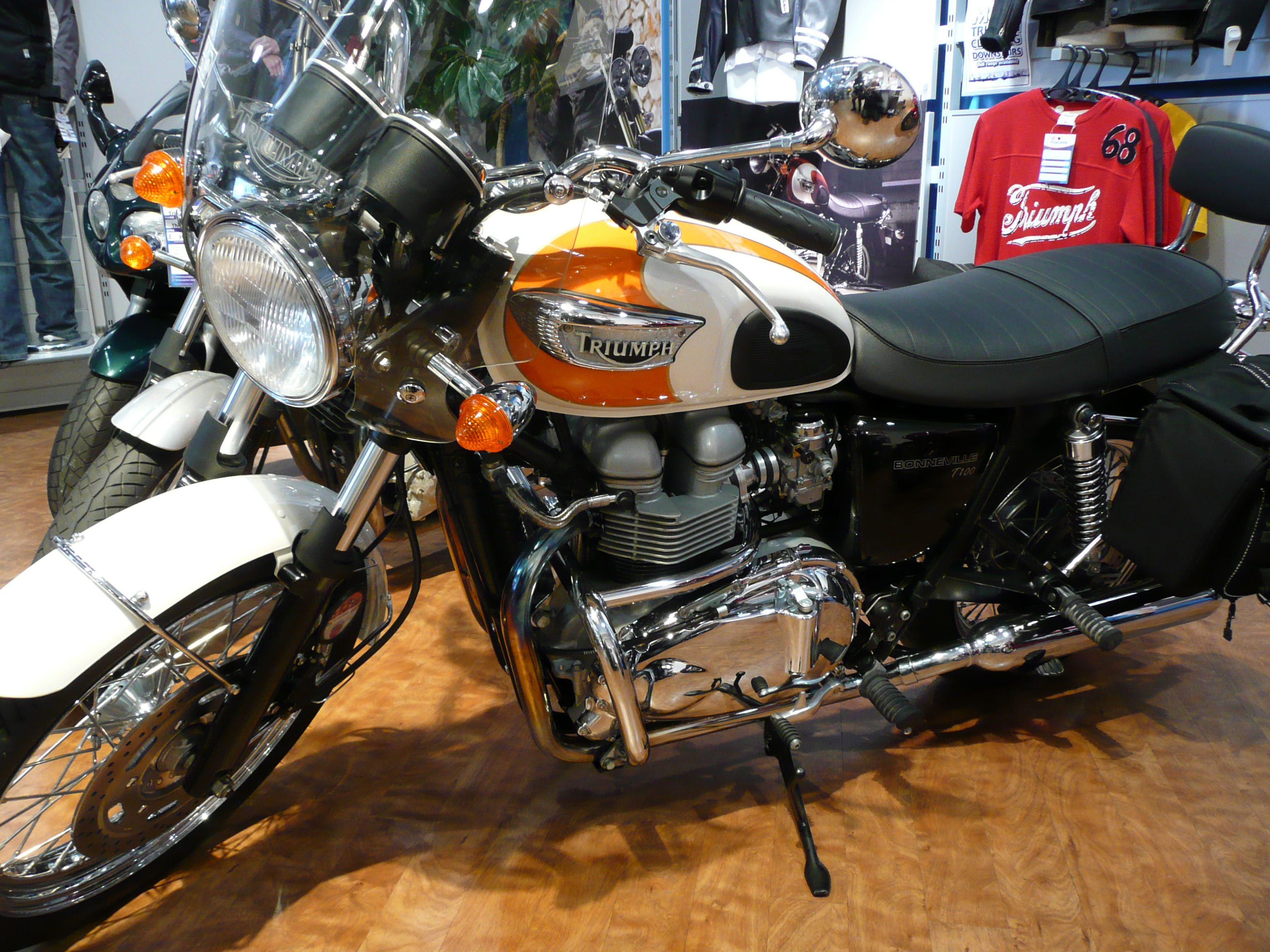
凱旋機車的主要經典復古系列（Modern Classics）車型Bonneville T100。

2018年，凯旋摩托车有限公司的全球销售量超过六万辆。

## 历史
1983年，凯旋摩托车公司的前身——凯旋工程（英語：Triumph Engineering）由於製造工廠已經過時，無法與日本製造商的技術競爭，财政问题進入破產管理程序時，约翰·布洛爾购买了凯旋机械的名称与摩托车的制造许可，成立了凯旋摩托车公司。新的凯旋摩托车公司在成立后的很长一段时间内都没有发售新的摩托车型号。在这段时间内，凯旋摩托车的制造业务都是由此前凯旋机械的零件供应商Racing Spares公司负责的。这项举措是为了保持凯旋摩托车的品牌活跃度，从而为新公司在未来发行全新摩托车型号的计划做铺垫。Racing Spares公司在从1985年到1988年的时间段里一直在生产Bonneville和Tiger两款凯旋摩托车型号。
20世纪90年代初，由Racing Spares公司代生产摩托车的状况终被打破。在1990年9月的科隆摩托车展中，凯旋摩托车公司发布了六款全新设计的摩托车型号：两款无翼板（英語：unfaired或naked）摩托车Trident，分别配有750cc和900cc三汽缸发动机；两款旅行（英語：touring）摩托车Trophy，分别配有900cc三气缸发动机和1200cc四气缸发动机；以及两款运动摩托车Daytona，分别配备了750cc三气缸发动机以及1000cc四气缸发动机。这些型号均由凯旋摩托车公司位于欣克利的新工厂生产。由于它们采用了模块化的设计理念，许多零配件都可以在不同的型号之间互换共用。由于采用了现代化的技术，并且性能表现卓越，这些型号广泛地被消费者们所接受。
1994年，凯旋摩托车公司发布了配有三气缸885cc发动机的Tiger 900探险（英語：adventure）摩托车。这不仅将凯旋摩托车公司的产品线拓展到了探险摩托车的领域，还让Tiger这个在凯旋机械时代就颇有名气的经典系列重新回到了凯旋摩托车公司的名下。1996年，欣克利工厂接到了新公司的第五万份订单。2000年，凯旋摩托车公司发布了Bonneville系列，此举亦标志着另一款经典凯旋摩托车型号的回归。
2002年3月15日，在凯旋摩托车公司的员工庆祝凯旋摩托车品牌成立100周年的庆典中，公司的主厂房因起火被毁。兰开斯特郡消防队投入了逾100名消防队员，历经5小时后才将大火扑灭。据兰开斯特郡消防队队长称，消防队员们挽救了公司约50%的工厂设施。火灾后，约克公爵安德鲁王子亲自造访了凯旋摩托车公司在火灾中被毁坏的工厂。同年5月，凯旋摩托车公司在泰国春武里市投资兴建了公司的海外生产工厂，用于生产各种摩托车零部件。在2006年与2007年，公司在泰国又相继建立了两座工厂。凯旋摩托车泰国公司是一家资产100%由英方持有的公司，雇员约有1200名。

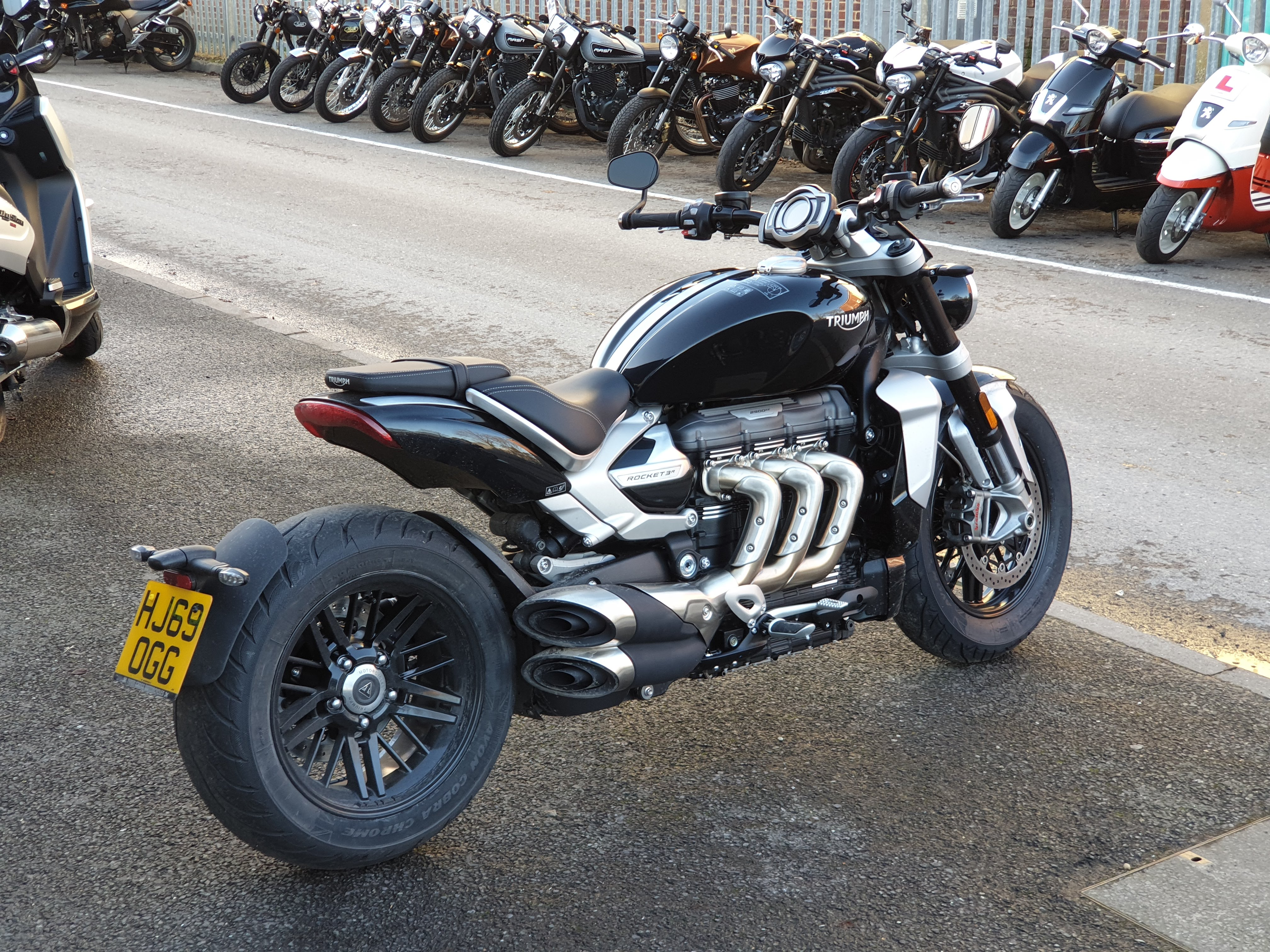
凱旋 Rocket 3，是全球市售排氣量最大的車型，排氣量高達2,458 cc。

2009年6月，前貿易大臣伯明罕瓊斯勳爵就任主席，並宣布推出1600cc 凱旋 Thunderbird。
2011年初，約翰·布洛爾的兒子尼克·布洛爾（Nick Bloor）接替圖·曼托尼（Tue Mantoni）擔任凱旋機車（Triumph Motorcycles）首席執行官。2017 年，凱旋機車斥資400萬英鎊開設一個新的遊客中心，展示了凱旋摩托車的收藏品、紀念品，並可供參觀工廠。2020年2月，凱旋宣布將把剩餘的大型摩托車生產線（包括Tiger 1200和Speed Triple）轉移到泰國工廠，只留下專業的凱旋工廠海關原型機仍留在英國。雖然研發部門仍在英國境內（該部門已增加了20名員工），但生產部門宣布了大幅裁員。
2017年，凱旋和一家位於印度浦那的摩托車和三輪車製造商巴賈吉汽車（Bajaj）宣佈建立合作夥伴關係，該公司還在KTM和胡斯瓦那摩托車（Husqvarna）領域建立了合作夥伴關係。因此，巴賈吉汽車和凱旋將為銷量較大發展中的市場生產容量較小的摩托車，所有產品都將貼上「Triumph」品牌標誌。該協議還使巴賈吉能夠獲得凱旋品牌在印度市場的營運權。
21世纪第二个十年以来，凯旋摩托车的销售业绩持续攀升。统计数据表明，凯旋摩托车公司的全球摩托车销售量由2012年的48,199辆持续上升至2018年的64,572辆。而2019年的上半年，公司的全球销量已达到38,740辆，比2018年同期增长了2.7%。
在2021年7月20日的新聞稿中，凱旋宣布了一項工廠越野競賽計劃，以製造新的越野摩托車和耐力賽機器。在此同時，他們宣布七屆AMA越野摩托車冠軍、五屆超級越野賽冠軍瑞奇·卡麥可（Ricky Carmichael）和五屆耐力賽冠軍艾凡·塞萬提斯（Iván Cervantes）參與新的自行車的開發。此後，Triumph YouTube官方頻道上發布了一系列名為「Vision to Reality」的視頻，重點介紹了自行車的底盤和發動機，隨後是卡麥可和業餘越野摩托車手埃文·費里（Evan Ferry）的兒子，1997年AMA 125cc Supercross East 冠軍蒂姆·費里（Tim Ferry）在測試賽道上騎著250cc四衝程越野摩托車。這款量產越野摩托車由三屆AMA越野摩托車和三屆超級越野賽冠軍傑夫·史坦頓（Jeff Stanton）駕駛，並於2023年9月22日至23日在洛杉磯紀念體育場舉行的超級越野摩托車世界錦標賽決賽向公眾展示。
2023年7月，凱旋和巴賈吉汽車（Bajaj）在合作夥伴關係下推出了首批兩款摩托車Speed 400 和Scrambler 400，它們分別是Speed twin 1200 和Scrambler 1200 的縮小版，這些較小容量的型號由燃油噴射歐5引擎提供動力，輸出功率近40P馬力，帶有滑動式離合器。車型推出後10天內在印度就收到了1萬份預訂，之後價格上漲，巴賈吉汽車加快了生產速度。

## 財務表現
2017年，凱旋的收入成長了22%，達到4.985億英鎊，稅前利潤從上一年的1660萬英鎊增加到2470萬英鎊。
目前超過85%的摩托車銷往海外市場，但2017年在英國銷售的9400輛摩托車創下了該公司的紀錄。
布洛爾在凱旋機車於2000年首次實現盈虧平衡之前，向公司投資了超過8000萬英鎊。
在2008年經濟衰退期間，掌控凱旋的布洛爾控股有限公司（Bloor Holdings）違反了銀行的合約，但能夠與貸方重新談判其貸款。

## 业务范围与摩托车型号

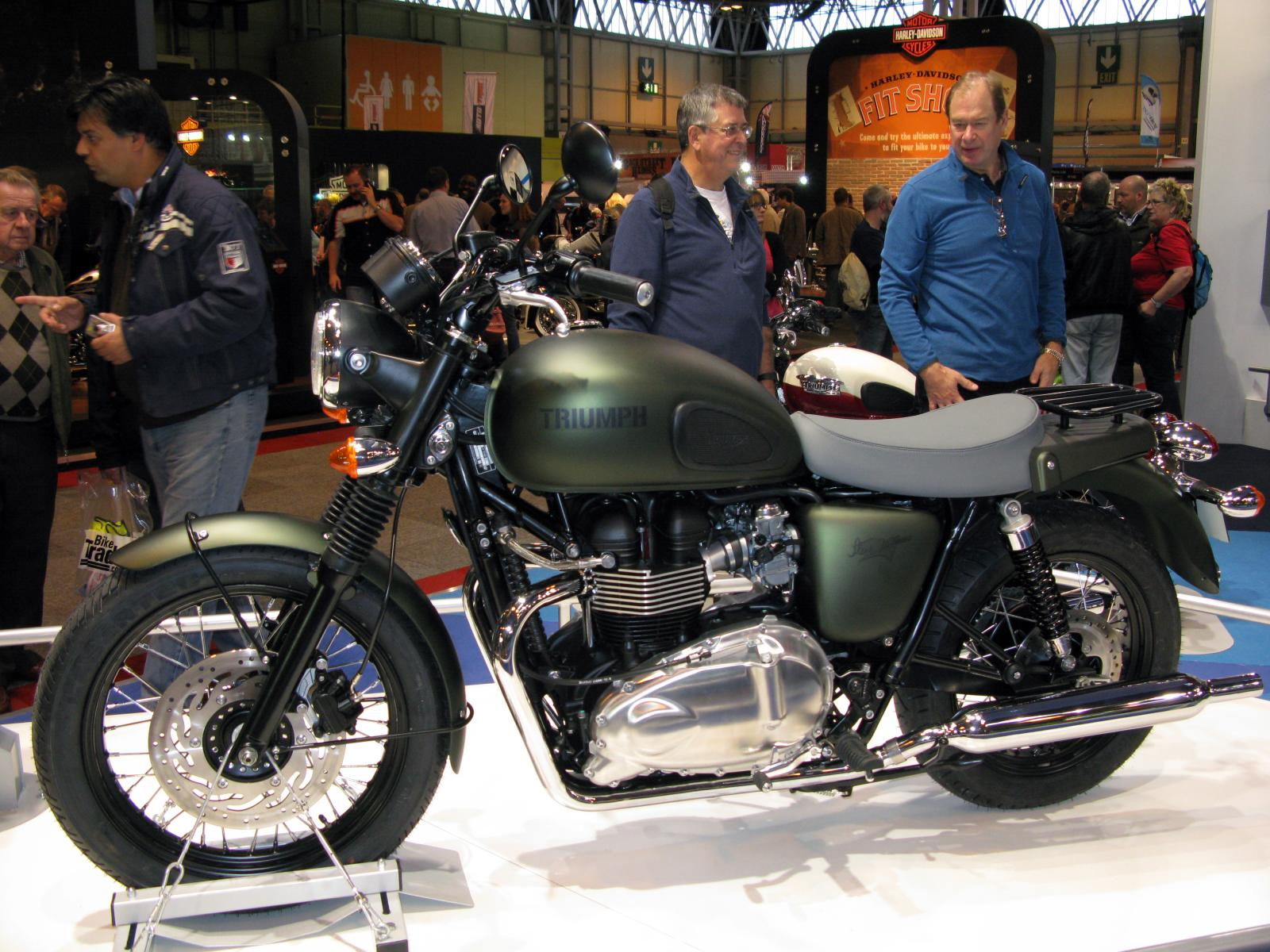
2012年产凯旋Bonneville T100 史提夫·麥昆限量版，致敬電影《第三集中營》的凱旋TR6樣式。

1990年9月的科隆摩托車展上推出了一系列新型750cc和900cc三缸摩托車以及1000cc和1200cc四缸摩托車。這些摩托車使用了Meriden Triumph 輝煌時期的著名車型名稱，並在3月至1991年9月期間首次向公眾發售。全部採用模組化水冷DOHC發動機設計，採用普通大直徑鋼製引擎骨架。模組化設計是為了確保提供多種型號，同時控制生產成本，這一想法最初由英國工程師柏特·霍普伍德（Bert Hopwood）在1970年代初以風冷形式提出，但並未由當時的 BSA-Triumph公司實施。
第一批型號（通常稱為T300）均在通用濕式缸套中使用通用活塞直徑（76毫米）。基本的引擎變化是透過使用兩種規格的活塞衝程來實現的：65毫米可產生300cc的單一汽缸容量、55毫米可產生250cc的單一汽缸。發布了兩款750cc型號，以及Daytona和Trident 750（三缸，3x250cc）。有一款 1000cc型號—Daytona 1000 4（四缸，4x250cc）。Trophy 900和Trident 900（三缸，3x300cc）是兩款900cc型號。Trophy 1200 4是當時最大的型號（四缸，4x300cc）。三缸型號配備了安裝在引擎前部的對轉平衡軸。四缸型號受益於安裝在曲軸下方的雙平衡軸。第一批機器的表面處理很簡單，而且不是很堅固。1993年對三缸車型的曲軸箱進行改進，並採用高壓鑄造，大大減輕了引擎的重量。1993年，欣克利工廠在該系列產品取得初步成功後受益於進一步投資，所有噴漆和電鍍業務均由公司內部完成。提高表面品質和耐用性，增強引擎和底盤的基本工程完整性，打造出持久耐用的摩托車。
1997年，隨著T500系列的發布，該系列進行大幅修改，隨後又推出了輕型四缸600cc運動型TT600。由於600級距是一個剛開發的設計，最初受到的媒體評價很差：「由於低轉速下顯得無力和不可預測的油門反應，毫無特色可言」。隨著銷售量的增加，大排氣量四缸車逐漸退出產品陣容，直列雙缸和三缸成為凱旋行銷策略的營銷與發展重點，凱旋也決定利用現代工程技術來利用製造復古摩托車的需求。凱旋 Thunderbird 900 利用曾經在前身公司凱旋工程的傳奇造型設計師愛德華·特納（Edward Turner）的原造型下，同時保留現代化的三缸引擎，然而在Bonneville和Thruxton 790cc和865cc兩種版本外觀看起來和聲浪聽起來都很原始，但在引擎內部都具有現代化的閥門和平衡軸。
對於凱旋的當代系列，「Triple」（三缸）是欣克利凱旋的重要商標，填補了歐美雙缸和日本四缸機械之間的空缺。2,294cc三缸Rocket III巡航車於2004年推出，首批300輛Rocket III 型號在生產前就已售出，直到2005年，Rocket III的預售名單已經排的很長。
2008年7月21日，凱旋召開全球經銷商大會，發布2009年的新車型，其中包括正式發布並列雙缸Thunderbird。
凱旋最暢銷的機車是675cc Street Triple，2010 年，推出Tiger 800和Tiger 800 XC多功能摩托車，採用源自Street Triple的800cc引擎，在與市場領先的BMW F800GS競爭。2012 年，Tiger 800新增軸傳動系統，成為Tiger Explorer。

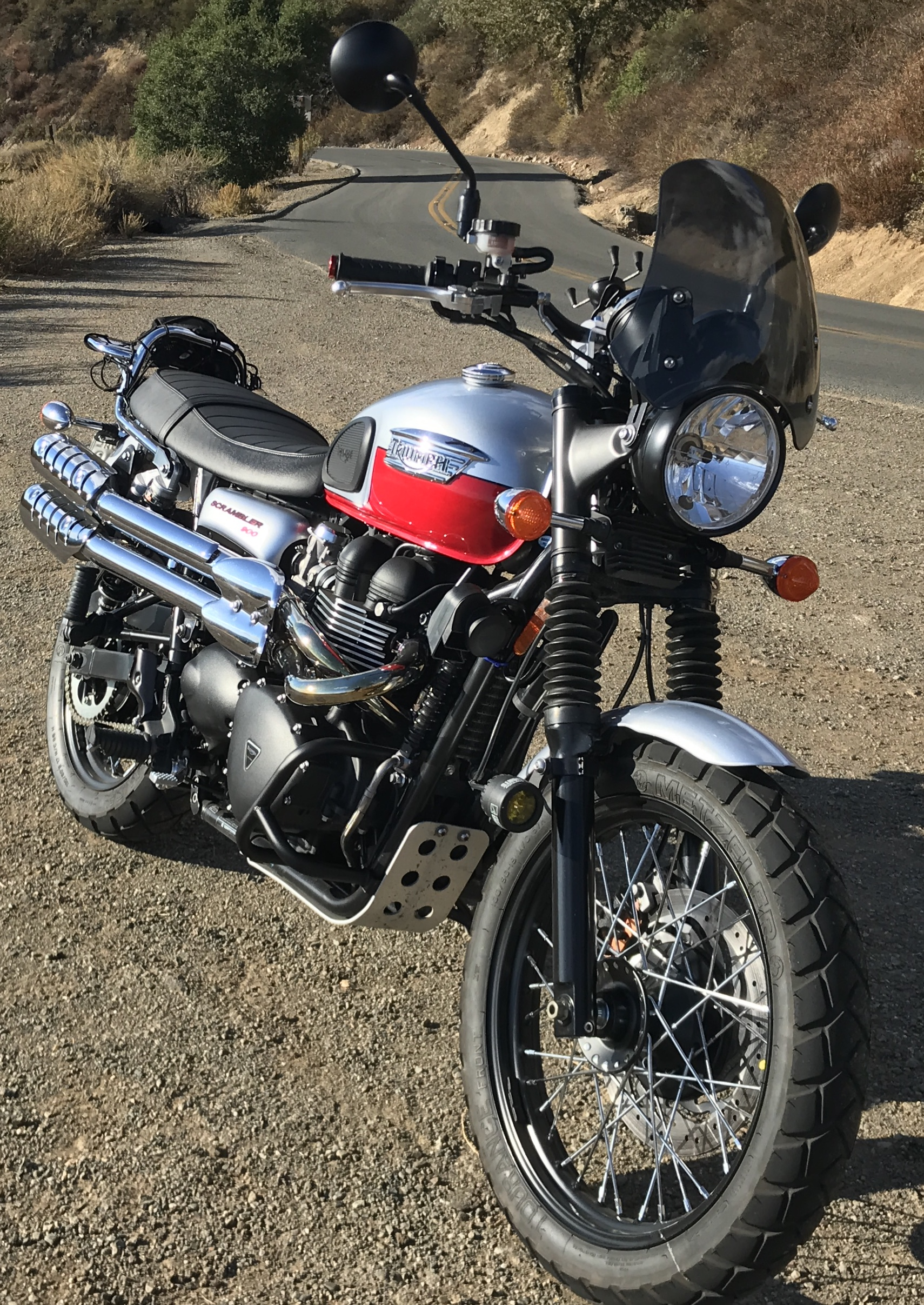
改装过的2014年产凯旋Scrambler摩托车。

凯旋摩托车公司目前主要的业务为生产销售摩托车及其零配件，其网上商店亦销售各种摩托车服饰、装备等。

### 目前的型号
- Roadsters 街車摩托车型号：
  - TRIDENT 660
  - Street Triple R/RS
  - Speed Triple 1200RR/RS

- Sport 運動摩托车型号：
  - DAYTONA 660

- Adventure & Touring 探险/旅跑摩托车型号：
  - TIGER SPORT 660
  - TIGER 800/ 850 SPORT
  - TIGER 900/ 900 RANGE
  - TIGER 1200 GT/1200 RALLY

- Modern Classics 复古摩托车型号：
  - Speed T4
  - Speed 400
  - Scrambler 400X
  - Speed Twin 900（前稱Street Twin[註 1]）
  - Street Cup（2018年已停產）
  - Speed Twin 1200/RS
  - Bonneville T100/T100 BLACK
  - Bonneville T120/T120 BLACK
  - Scrambler 900（前稱Street Scrambler 900[註 2]）
  - Scrambler 1200 XC/XE/X
  - Thruxton /R/RS
  - Bonneville Bobber/ Bobber BLACK
  - Bonneville Speedmaster
- Cruiser 巡航摩托车型号：
  - Thunderbird Storm（2019年已停產）
  - ROCKET 3 R/GT

※其他包含一些特殊版本未列於此處。

### 凱旋工廠客製化摩托車（TFC）
2018年12月，凱旋表示正在開發一系列新的高級限量版摩托車，稱為Triumph Factory Custom（TFC）。第一個型號是Thruxton TFC，限量生產750輛。2019年5月，第二款車型Rocket 3 TFC在倫敦肖迪奇的摩托車展上推出。2019年11月，凱旋在意大利米蘭國際二輪車展上宣布了第三款TFC車型Bobber TFC。

## 摩托车比赛
自2019年起，凯旋摩托车公司成为了世界摩托车锦标赛Moto2级别的引擎供应厂商。凯旋摩托车公司提供的引擎排量为745cc，直列三气缸，峰值功率为138匹马力。

## 媒體

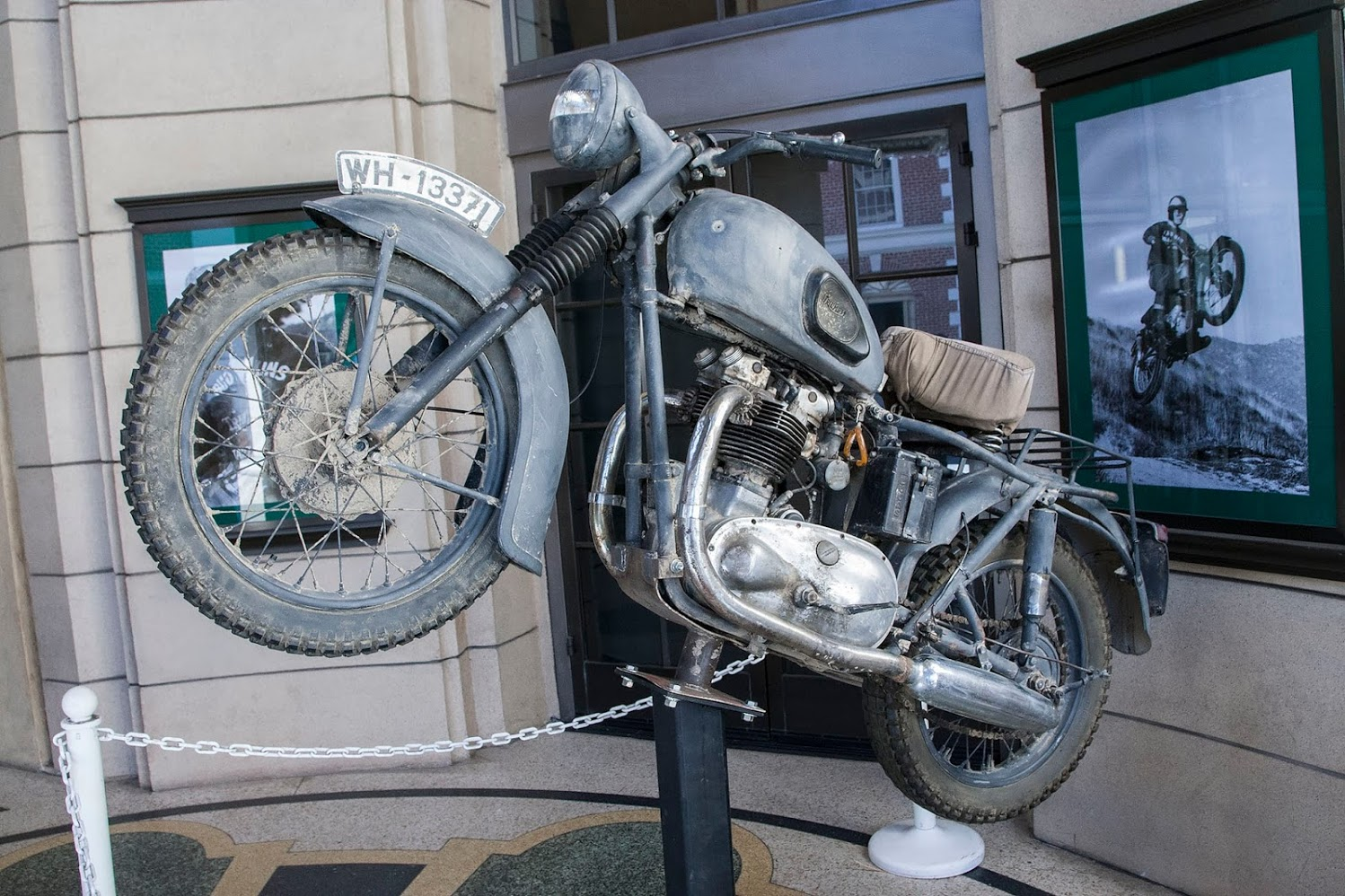
電影《第三集中營》所用的電單車

在1963年美國經典電影《第三集中營》（The Great Escape）中，主角維吉爾·希爾茨上尉（史提夫·麥昆 飾）用以逃走的電單車正是凯旋品牌的TR6型號電單車。

## 備註
1. ↑  2023年改款，同時變更車名。[29][30]
2. ↑  2023年改款，同時變更車名。[30]

## 外部連結
- 官方网站